# Fel, Orne
Fel är en kommun i departementet Orne i regionen Normandie i nordvästra Frankrike. Kommunen ligger i kantonen Exmes som tillhör arrondissementet Argentan. År 2018 hade Fel 275 invånare.

## Befolkningsutveckling
Antalet invånare i kommunen Fel
| Referens: INSEE |